# 아밀로스
아밀로스(영어: amylose)는 단위체인 α-D-포도당들이 α(1→4) 글리코사이드 결합을 통해 서로 결합되어 있는 다당류이다. 녹말의 2가지 구성 성분 중 하나이며, 녹말의 약 20~30%를 차지한다. 타이트하게 패킹된 나선 구조로 인해 아밀로스는 다른 녹말 분자에 비해 소화에 대한 저항성이 강하므로 저항성 녹말의 중요한 형태이다.

## 구조

아밀로스 A는 포도당의 선형 사슬의 평행 이중 나선이다.

아밀로스는 α(1→4) 글리코사이드 결합으로 연결된 포도당 분자들로 구성된다. 포도당의 탄소 원자는 카보닐기 탄소로부터 시작하여 번호가 매겨져 있기 때문에 아밀로스에서 단위체가 되는 포도당 분자의 1번 탄소는 다음 포도당 분자의 4번 탄소와 α(1→4) 글리코사이드 결합으로 연결된다. 아밀로스의 구조식은 오른쪽의 정보 상자에 표시되어 있다. 반복되는 포도당 소단위체의 수(n)는 일반적으로 300~3,000개이지만, 수천 개가 될 수도 있다.
아밀로스 사슬에는 세 가지 주요 형태가 있다. 아밀로스는 무질서한 무정형의 입체 구조나 두 가지 다른 나선 형태로 존재할 수 있다. 아밀로스는 이중 나선(A형 또는 B형)으로 스스로 결합하거나 아이오딘, 지방산, 방향족 화합물과 같은 다른 소수성 게스트 분자와 결합할 수 있다. 이것은 V형으로 알려져 있으며, 아밀로펙틴이 아밀로스와 결합하여 녹말을 형성하는 방법이다. 이러한 그룹에는 다양한 베리에이션이 있다. 각각은 V로 표기되고 그 다음에는 1회전당 포도당 단위체의 수를 나타내는 아래 첨자가 표시된다. 가장 흔한 것은 V6 형태로, 1회전에 6개의 포도당 단위체를 가지고 있다. V8 및 V7 형태도 존재한다. 이들은 게스트 분자가 결합할 수 있는 더 큰 공간을 제공한다.
이러한 선형 구조는 이면각을 중심으로 약간 회전할 수 있지만 대부분의 경우에 결합된 포도당 고리의 산소는 구조의 한쪽에 존재한다. α(1→4) 구조는 나선 구조의 형성을 촉진하여 한 포도당 분자의 2번 탄소에 결합된 산소 원자와 다음 포도당 분자의 3번 탄소 사이에 수소 결합이 형성되도록 한다.
컴퓨터 기반의 구조 분석과 결합된 섬유의 X선 회절 분석으로 아밀로스의 A-, B-, C-다형체를 발견할 수 있었다. 각 형태는 A-, B-, C-녹말 형태에 해당한다. A-구조 및 B-구조는 나선형 결정 구조와 수분 함량이 다른 반면, C-구조는 A-구조 및 B-구조의 단위 셀이 혼합되어 두 형태 사이에 중간 정도의 패킹 밀도를 형성한다.

## 물리적 특성
아밀로스의 긴 선형 사슬은 아밀로펙틴(짧고 고도로 분지된 사슬을 가짐)보다 쉽게 결정화되기 때문에 아밀로스 함량이 높은 녹말은 소화에 보다 더 저항성이 있다. 아밀로펙틴과 달리 아밀로스는 찬물에 용해되지 않는다. 또한 아밀로스는 아밀로펙틴의 결정성을 감소시키고, 물이 녹말 속으로 침투하는 정도도 감소시킨다. 아밀로스의 함량이 높을수록, 동일한 녹말 농도에서 팽창 가능성이 적고 겔의 강도가 낮아진다. 이것은 과립의 크기를 늘림으로써 부분적으로 대응할 수 있다.

## 기능
아밀로스는 식물에서 에너지 저장에 중요하다. 아밀로스는 아밀로펙틴에 비해 쉽게 분해되지 않는다. 그러나 아밀로스는 나선 구조로 인해 아밀로펙틴에 비해 공간을 덜 차지한다. 따라서 아밀로스는 식물에서 에너지 저장용으로 선호되는 녹말이다. 녹말에서 아밀로스가 차지하는 특정 비율은 식물 종에 띠라 다르지만, 일반적으로 식물에 저장된 녹말의 약 30%를 차지한다.
소화 효소인 α-아밀레이스는 녹말 분자를 말토트라이오스와 말토스로 분해하여 에너지원으로 사용할 수 있게 한다.
아밀로스는 또한 산업 및 식품 관련에서 중요한 증점제, 물 결합제, 유화 안정제, 겔화제이다. 느슨한 나선 형태의 아밀로스 사슬은 지질과 방향족 화합물과 같은 소수성 분자에 결합할 수 있는 소수성 내부를 가지고 있다. 이것의 한 가지 문제는 아밀로스가 결정화되거나 결합될 때 약간의 안정성을 잃을 수 있고, 종종 그 과정에서 물을 방출할 수 있다는 것(시너레시스)이다. 아밀로스의 농도가 증가하면 겔의 끈적임은 감소하지만, 겔의 경도는 증가한다. 아밀로펙틴을 포함한 다른 것들이 아밀로스에 결합하면 점성에 영향을 미칠 수 있지만, κ-카라기난, 알긴산, 잔탄검, 또는 저분자량의 당을 첨가하면 안정성의 손실을 줄일 수 있다. 물과 결합하는 능력은 음식물에 첨가하여 지방을 대체하는 데 사용할 수 있다. 예를 들어 아밀로스는 화이트 소스를 걸쭉하게 만드는 원인이지만, 식으면 고체와 물 사이에 약간의 분리가 일어난다. 아밀로스는 우수한 필름 형성 특성으로 유명한데, 식품 포장에서 잠재적인 중요성을 지니고 있다. 아밀로스의 우수한 필름 형성 능력은 1950년대에 이미 연구되었다. 아밀로스 필름은 아밀로펙틴 필름과 비교했을 때 장벽 특성과 기계적 특성 모두에서 더 우수하다.
아밀로스는 실험실 환경에서 마커 역할을 할 수 있다. 아이오딘 분자는 아밀로스의 나선 구조의 내부와 깔끔하게 들어맞으며, 알려진 특정 파장의 빛을 흡수하는 녹말 중합체와 결합한다. 따라서 일반적인 검사는 녹말에 대한 아이오딘 검사이다. 소량의 노란색 아이오딘 용액과 녹말을 섞는다. 아밀로스가 존재하면 색이 관찰된다. 색의 강도는 용액에 존재하는 녹말의 농도를 식별하기 위해 빨간색 필터를 사용하여 색도계로 측정할 수 있다. 아이오딘의 감소를 포함하는 적정의 지표로 녹말을 사용하는 것도 가능하다. 또한 아밀로스는 말토스 결합 단백질을 분리하기 위해 아밀로스 자기 비드 및 수지에 사용된다.

## 최근의 연구
끈적이지 않는 긴 알갱이 모양의 아밀로스를 높은 함량으로 함유한 쌀은 혈당 부하가 훨씬 낮아서 당뇨병 환자에게 도움이 될 수 있다.
연구자들은 GBSS(Granule Bound Starch Synthase)가 식물의 녹말 생합성 과정에서 아밀로스를 특이적으로 증가시키는 효소라는 것을 확인했다. 옥수수의 밀랍 유전자좌는 GBSS 단백질을 암호화한다. GBSS 단백질이 결핍된 돌연변이는 찰옥수수처럼 아밀로펙틴만 함유한 녹말을 생산한다. Arabidopsis 잎에는 아밀로스 합성을 위해 GBSS 외에 PTST(Protein Targeting to STarch) 단백질을 암호화하는 또 다른 유전자가 필요하다. 단백질이 부족한 돌연변이는 아밀로스 없이 녹말을 생산한다. 바스프 플랜트 사이언스(BASF Plant Science)의 유전자 변형 감자 품종인 암플로라(Amflora)는 아밀로스를 생산하지 않도록 개발되었다.

## 같이 보기
- 녹말
- 아밀로펙틴
- 아밀레이스
- 암플로라 – 유전자 변형된 감자로 아밀로스의 함량이 낮은 감자 (아밀로펙틴의 함량이 높음)
- 아밀로메이즈 – 아밀로스 함량이 높은 옥수수 녹말
- 러셋 버뱅크 – 아밀로스 함량이 높은 감자 품종